# Bocaiuva do Sul
Bocaiúva do Sul is een gemeente in de Braziliaanse deelstaat Paraná. De gemeente telt 9.989 inwoners (schatting 2009).

## Verkeer en vervoer
De plaats ligt aan de weg BR-476.